# Dorota Zamojska
Dorota Zamojska-Mędrzecka (ur. 10 grudnia 1960 w Warszawie, zm. 25 grudnia 2013 w Warszawie) – polska historyk.

## Życiorys
W 1984 ukończyła studia historyczne na Wydziale Historycznym Uniwersytetu Warszawskiego. Od 1989 do 2005 pracowała w warszawskim archiwum Polskiej Akademii Nauk, gdzie zinwentaryzowała dorobek naukowy m.in. Bogusława Leśnodorskiego, Witolda Jabłońskiego, Stefana Stasiaka, Ludwika Bazylowa, Witolda Chodźki, Władysława Leopolda Jaworskiego i rodziny Baudouin de Courtenay. Współpracując z Żydowskim Instytutem Historycznym zinwentaryzowała dokumentację Wydziału Oświaty Centralnego Komitetu Żydów w Polsce oraz Przedstawicielstwa Ludności Żydowskiej w Będzinie. W 2004 opracowała i przygotowała do publikacji "Dzienniki 1930-1936" Bronisława Żongołłowicza. Była członkiem Towarzystwa Miłośników Historii i Polskiego Towarzystwa Historycznego.
Spoczywa na nowym cmentarzu na Służewie (ul. Wałbrzyska) (kw. 11-21a).

## Publikacje
- "Bibliografia Zamku Królewskiego w Warszawie 1976-1983" (1991);
- "Bursz – cygan – legionista. Józef Bogdan Dziekoński 1816–1855" (1995);
- "Spis archiwum Senackiej Komisji ds. Osób Pozbawionych Wolności" w publikacji Joanny Mantel-Niećko "Próba sił. Źródła do dziejów Uniwersytetu Warszawskiego po 13 grudnia 1981" (1991);
- Cykl artykułów o życiu i twórczości Cezarii Baudouin de Courtenay Ehrenkreutz Jędrzejewiczowej:
  - "Kariera naukowa Cezarii Baudouin de Courtenay Ehrenkreutz Jędrzejewiczowej" w publikacji "Kobiety wśród twórców kultury intelektualnej i artystycznej w Polsce" (1996),
  - Biogram w "Etnografowie i ludoznawcy polscy – sylwetki i szkice biograficzne" (2002),
  - Przedmowa do zbioru prac "C. Baudouin de Courtenay Łańcuch tradycji" (wspólnie z Anną Zadrożyńską) (2005);
- "Akademicy i urzędnicy. Kształtowanie ustroju państwowych szkół wyższych w Polsce 1915-1920" (2009) (monografia).

## Scenariusze i katalogi wystaw
- "Napoleon a Polska. Polacy a Napoleon" (1997);
- "Wilnu przypisani" i "Światła Wilna" (2001);
- "… którzy nauki, cnotę, Ojczyznę kochają. Znani i nieznani członkowie Towarzystwa Królewskiego Warszawskiego Przyjaciół Nauk" (2000);
- "Genius loci" (2003).

## Tłumaczenia
- Anatol Mühlstein "Dziennik wrzesień 1939 – listopad 1940";
- Daniel Tollet "Historia Żydów w Polsce od XVI wieku do rozbiorów".